# ノヴォ・シネマ
ノヴォ・シネマ（ポルトガル語: Novo Cinema、シネマ・ノーヴォ〔Cinema Novo〕とも、「新映画」の意）は、ポルトガル映画のアヴァンギャルドなムーヴメントであり、ポルトガルにおけるエスタド・ノヴォの時代のまっただなかの1960年代に、効果的なイデオロギーへの橋渡しではなく、これが先駆であると考えるなら、次の時代にリヴェンジする運動が始まったといえるものである。
ブラジルにおける同時代のニュー・ウェイヴ運動については「シネマ・ノーヴォ Cinema Novo」を参照のこと。

## 歴史
フランスのヌーヴェルヴァーグとイタリアのネオレアリズモにインスパイアされた運動である。大学教育を受けた若い映画作家たちはこの運動に教育を受け、シネクラブの上映ホールで観るだけのために貸し出された、ほかのタイプの映画に魅了された。
彼らのほとんどが、ポルトガルに存在する最初の映画協同組合を経験し、カルースト・グルベンキアン財団（Calouste Gulbenkian）のおかげで「ポルトガル映画センター Centro Português de Cinema」の設立に成功した。同財団は、リスペクトされる体制であり、若者にとっての要塞である。
同ムーヴメントは、ドキュメンタリー同様にフィクション映画も多く生み出した。1970年代までつづくにいたって、「ノヴォ・シネマ」とは、ポルトガルの全映画史に存在したあまたの革新者たちのひとつであることが明らかになった。これに類似した動きがブラジルでも起きているが、それは「シネマ・ノーヴォ」と呼ばれる。

## 映画作家とそのデビュー

### フィクション作家
- ジョゼ・エルネスト・デ・ソウザ José Ernesto de Sousa – Dom Roberto　1962年

- パウロ・ローシャ Paulo Rocha – 青い年 Os Verdes Anos (1963年)

- アントニオ・ド・マセード António de Macedo – Domingo à Tarde (1965年)

- アントニオ・ダ・クーニャ・テリス António da Cunha Telles（英語版António da Cunha Telles） – 日曜日の午後 O Cerco (1970年)

- アルフレード・トローパ Alfredo Tropa - Pedro Só (1970年)

- ジョゼ・フォンセカ・エ・コスタ José Fonseca e Costa（英語版José Fonseca e Costa） – O Recado (1972年)

- アントニオ・ペドロ・ヴァスコンセロス António Pedro Vasconcelos（英語版António-Pedro Vasconcelos） – Perdido por Cem (1973年)

- ジョアン・セーザル・モンテイロ João César Monteiro（英語版João César Monteiro） – 恵みの映画の断片 Fragmentos de um Filme Esmola (1973年)

- フェルナンド・マトス・シルヴァ Fernando Matos Silva - O Mal Amado (1973年)

- アウベルト・セイシャス・サントス Alberto Seixas Santos（英語版Alberto Seixas Santos） – 弱き習慣 Brandos Costumes (1974年)

### 新ドキュメンタリー派
- アントニオ・カンポス António Campos – A Almadraba Atuneira (1961年) 短篇

- フェルナンド・ロペス Fernando Lopes（英語版Fernando Lopes） – Belarmino (1964年) 長篇

- マヌエル・コスタ・エ・シルヴァ Manuel Costa e Silva – Festa, Trabalho e Pão em Grijó da Parada (1973年) 短篇

- アントニオ・レイス António Reis（英語版António Reis） & マルガリーダ・コルデイロ Margarida Cordeiro – ジャイミ Jaime 1974年 短篇

- リカルド・コスタ Ricardo Costa（英語版Ricardo Costa） – Avieiros (1975年) 長篇

- ノエミア・デルガド Noémia Delgado – Máscaras (1976年) 長篇